# Niszczyciele typu Pará (1908)
Niszczyciele typu Pará – brazylijskie niszczyciele z początku XX wieku i okresu I wojny światowej. W latach 1908–1910 w brytyjskiej stoczni Yarrow w Glasgow zbudowano dziesięć okrętów tego typu. Jednostki weszły w skład Marinha do Brasil w latach 1909–1910, służąc na Atlantyku. Po wypowiedzeniu przez Brazylię wojny Niemcom wzięły ograniczony udział w działaniach wojennych. Okręty wycofano ze służby w latach 30. i 40. XX wieku.

## Projekt i budowa
Niszczyciele typu Pará zamówione zostały w Wielkiej Brytanii na podstawie programu rozbudowy floty brazylijskiej z 1907 roku. Projekt jednostek był bardzo podobny do brytyjskich niszczycieli typu River, różniąc się wzmocnionym uzbrojeniem artyleryjskim. Okręty przeznaczone były do współdziałania z zamówionymi w tym samym czasie w Wielkiej Brytanii krążownikami typu Bahia. Jednostki były bardzo zwrotne i miały doskonałe przyspieszenie - w ciągu 30 sekund uzyskiwały ona maksymalną prędkość, a średnica okręgu kreślonego przez skręcający okręt wynosiła 340 metrów przy pełnej prędkości. Okręty podzielone były na dziesięć przedziałów wodoszczelnych za pomocą grodzi biegnących od zewnętrznego poszycia dna do górnego pokładu.
Wszystkie okręty typu Pará zbudowane zostały w stoczni Yarrow w Glasgow. Stępki okrętów położono w 1908 roku, a zwodowane zostały w latach 1908–1910.
| Okręt                        | Stocznia | Początek budowy | Wodowanie            | Wejście do służby |
| ---------------------------- | -------- | --------------- | -------------------- | ----------------- |
| „Amazonas” (CT-1)            | Yarrow   | 1908            | 21 listopada 1908    | 1909              |
| „Pará” (CT-2)                | Yarrow   | 1908            | 14 lipca 1908        | 1909              |
| „Piauí” (CT-3)               | Yarrow   | 1908            | 7 września 1908      | grudzień 1909     |
| „Rio Grande do Norte” (CT-4) | Yarrow   | 1908            | 1909                 | 1909              |
| „Paraíba” (CT-5)             | Yarrow   | 1908            | 18 maja 1909         | 1909              |
| „Alagoas” (CT-6)             | Yarrow   | 1908            | 29 lipca 1909        | 1910              |
| „Sergipe” (CT-7)             | Yarrow   | 1908            | 25 maja 1910         | 1910              |
| „Paraná” (CT-8)              | Yarrow   | 1908            | 27 marca 1910        | 1910              |
| „Santa Catarina” (CT-9)      | Yarrow   | 1908            | 26 października 1909 | 1910              |
| „Mato Grosso” (CT-10)        | Yarrow   | 1908            | 23 stycznia 1909     | 1909              |

## Dane taktyczno–techniczne
Okręty były niewielkimi, pełnomorskimi niszczycielami o długości między pionami 73,2 metra, szerokości 7,2 metra i średnim zanurzeniu 2,4 metra. Wyporność normalna wynosiła 560 ton. Okręty napędzane były przez dwie czterocylindrowe pionowe maszyny parowe potrójnego rozprężania o łącznej projektowanej mocy 8000 koni mechanicznych (KM), do których parę dostarczały dwa kotły typu Yarrow. Dwuśrubowy układ napędowy pozwalał osiągnąć prędkość 27 węzłów. Okręty zabierały zapas 140 ton węgla, co zapewniało zasięg wynoszący 3700 Mm przy prędkości 14 węzłów.
Okręty były uzbrojone w dwa pojedyncze działa kal. 102 mm (4 cale) Vickers Mark M L/40 oraz cztery pojedyncze trzyfuntowe działa kal. 47 mm Hotchkiss M1885 L/40. Uzbrojenie uzupełniały dwie pojedyncze wyrzutnie torped kal. 450 mm (18 cali). Okręty nie miały systemu kierowania ogniem, co utrudniało skuteczne wykorzystanie uzbrojenia artyleryjskiego i torpedowego.
Załoga pojedynczego okrętu składała się z 130 oficerów, podoficerów i marynarzy.

## Służba
Niszczyciele typu Pará zostały wcielone do służby w Marinha do Brasil w latach 1909–1910. Jednostki otrzymały numery taktyczne 1–10. Okręty pełniły służbę podczas I wojny światowej, jednak ich udział w działaniach wojennych (podobnie jak całej marynarki brazylijskiej) był znikomy. Jedynie cztery jednostki („Piauí”, „Rio Grande do Norte”, „Paraíba” i „Santa Catarina”) uczestniczyły w latach 1917–1918 w patrolach u wybrzeży Afryki Zachodniej. Niszczyciele znajdowały się wtedy w złym stanie technicznym. Wszystkie okręty wycofano ze służby w latach 30. i 40. – pierwsza z listy floty została skreślona „Amazonas” (w 1931 roku), a jako ostatni banderę opuścił „Mato Grosso” (we wrześniu 1946 roku).